# 리옹 - 라 뒤셰르
리옹 - 라 뒤셰르는 리옹의 라 뒤셰르에 연고지를 둔 축구 클럽이다. 1964년에 창단하였으며, 현재 샹피오나 나시오날 3에 참가하고 있다.

## 선수 명단

### 현역
참고: FIFA 자격 규정에 따라 소속된 국가대표팀 국기를 표시합니다. 선수는 복수의 FIFA 비회원국 국적을 가지고 있을 수 있습니다.
| 번호 | 포지션 | 국적         | 이름            |
| ---- | ------ | ------------ | --------------- |
| 23   | DF     | 가봉         | 야니스 은가쿠투 |
| 40   | GK     | 코트디부아르 | 악셀 카쿠       |

| 번호 | 포지션 | 국적 | 이름 |
| ---- | ------ | ---- | ---- |

### 역대
틀:샹피오나 나시오날 3